# Buenavista (Salamanca)
Buenavista is een gemeente in de Spaanse provincie Salamanca in de regio Castilië en León met een oppervlakte van 27,04 km². Buenavista telt 270 inwoners (1 januari 2016).

## Demografische ontwikkeling
Bron: INE, 1857-2011: volkstellingen